# 31863 Hazelcoffman
31863 Hazelcoffman este o planetă minoră (asteroid), cu un diametru de 4,61 km, din centura de asteroizi. A fost descoperită pe 5 martie 2000 la Experimental Test Site⁠(d) de Lincoln Near-Earth Asteroid Research. 
Obiectul prezintă o orbită caracterizată de o semiaxă mare de 2,2698511 UAi, o excentricitate de 0,18, o înclinație de 4,86224 ° în raport cu ecliptica.